# Protoleodora
Protoleodora är ett släkte av ringmaskar. Protoleodora ingår i familjen Serpulidae.
Kladogram enligt Catalogue of Life:
| Protoleodora | \| \| Protoleodora gracilis \| \| \| \| \| \| Protoleodora uschakovi \| \| \| \| |
|              | \| \| Protoleodora gracilis \| \| \| \| \| \| Protoleodora uschakovi \| \| \| \| |
|              | Protoleodora gracilis                                                            |
|              |                                                                                  |
|              | Protoleodora uschakovi                                                           |
|              |                                                                                  |